# Movimiento Popular (Venezuela)
Movimiento Popular (MP) es un partido político venezolano de derecha, fue fundado bajo el nombre de Alianza Popular el 11 de mayo de 2005 por Oswaldo Álvarez Paz, exgobernador del Estado Zulia y disidente del partido social cristiano Copei. En 2010 es refundado y renombrado como Movimiento Popular. 
El Movimiento Popular sostiene que por medio de la libertad del trabajo, empresa y mercado se puede fortalecer el "aparato productivo privado, autónomo y no dependiente del Estado"; además creen que a través del federalismo se puede conceder poder al pueblo. El lema del "partido es "Resistencia, Libertad y Justicia". Desde su fundación han sido contrarios a la  llamada "Revolución bolivariana".
MP es considerado como el ala más radical de la Oposición Venezolana junto con las organizaciones Alianza Bravo Pueblo y Vente Venezuela; consideran que no hay salida electoral para derrotar al Chavismo al que consideran una "dictadura" sino mediante su desaparición y se les acusa de ser abstencionistas; MP no ha participado en ningún proceso electoral.